# 드미트리 알렉산드로비치

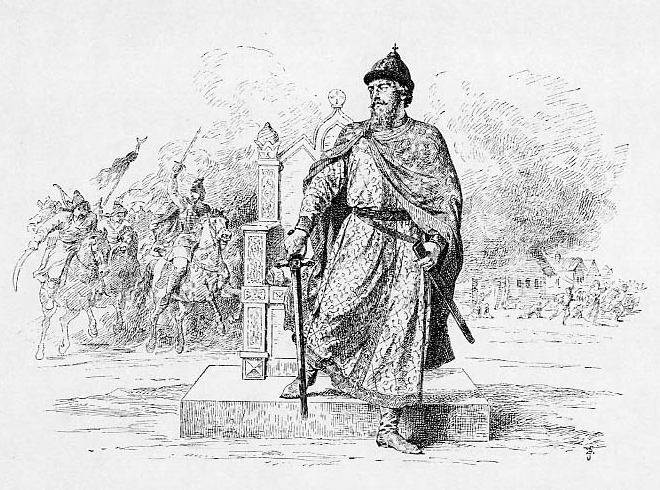
드미트리 알렉산드로비치

드미트리 알렉산드로비치(러시아어: Дмитрий Александрович, 1250년경 ~ 1294년)는 블라디미르 대공국의 대공(재위: 1276년 ~ 1281년, 1283년 ~ 1294년)이다. 류리크 왕조 출신이다.

## 생애
알렉산드르 넵스키 대공의 둘째 아들로 태어났다. 1259년 아버지로부터 노브고로드(벨리키노브고로드)를 물려받았다. 1264년 아버지가 사망한 이후에 노브고로드 주민들은 나이가 어리다는 이유로 드미트리를 페레슬라블잘레스키로 추방시켰다.
1276년 노브고로드 공화국 공작으로 즉위했으며 1278년에는 코포리예(Koporye)에 요새를 건설했다. 그렇지만 노브고로드 주민들이 반란을 일으키면서 스칸디나비아로 망명하게 된다. 1281년 드미트리의 동생인 안드레이 3세가 킵차크 칸국의 칸으로부터 드미트리가 블라디미르 대공으로 즉위하는 것을 허락하면서 루스로 귀환했다. 1281년 블라디미르 대공으로 즉위한 드미트리는 로스토프 공국, 야로슬라블 공국의 군대를 동원하여 페레슬라블잘레스키를 탈환했다.
1283년 드미트리가 루스로 귀환했지만 블라디미르 대공국은 몽골 제국의 공격, 드미트리의 동생인 안드레이 3세의 계속된 공격으로 인해 황폐화되었다. 1293년 안드레이 3세가 루스의 공작들, 몽골 제국과 함께 드미트리에 반대하는 세력을 결집시키자 수도원에 들어갔다. 1294년에 사망했으며 그의 시신은 페레슬라블잘레스키 구세주 성당에 안치되었다.
| 전임 바실리 야로슬라비치 | 블라디미르 대공 1276년 ~ 1294년 | 후임 안드레이 3세 |